# 장샤오원

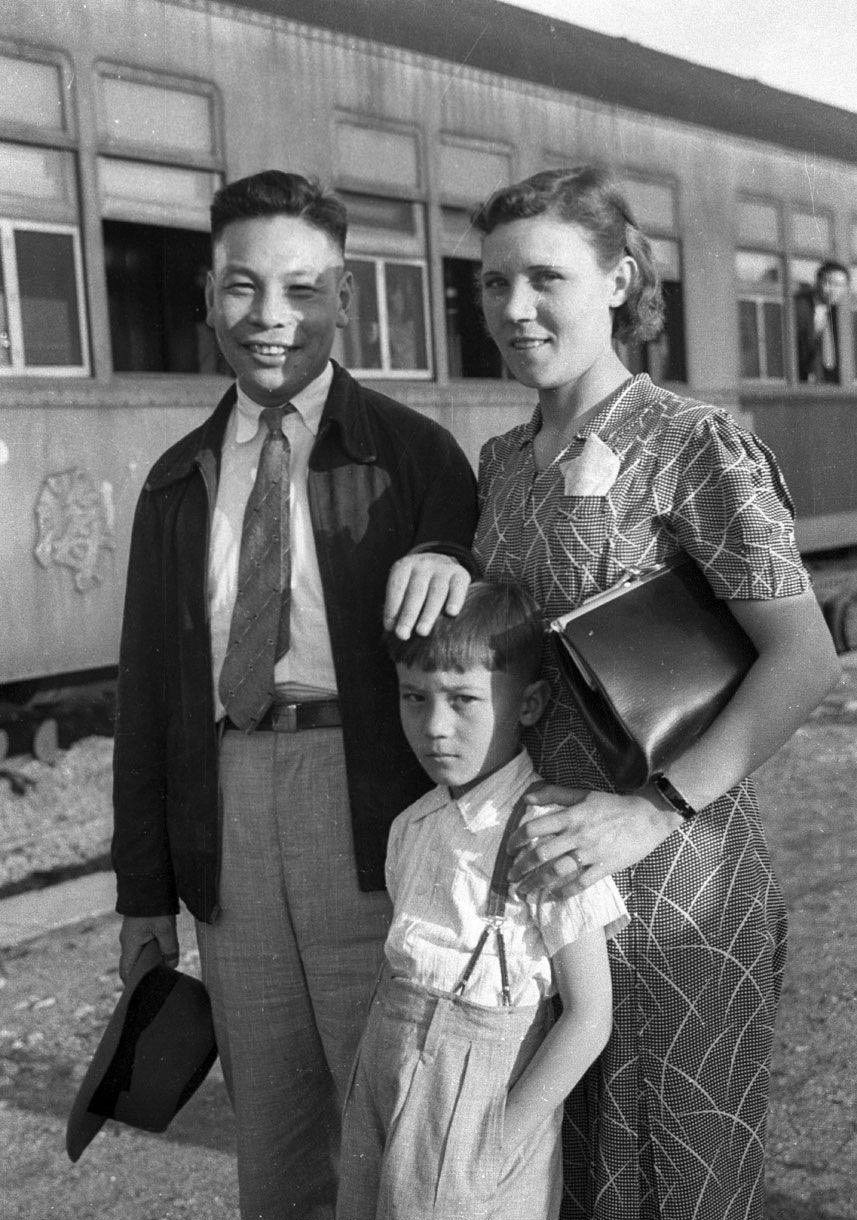
만5세 시절이던
,
2차 대전 전쟁 관련 휴교령 당시,
아버지 장징궈 장군,
어머니 장팡량 여사와 함께
사돈 친인척 아저씨뻘인
쑨커 선생을 만나러 가는
다섯살바기 초등학교 1학년 시절 당시의 장샤오원 선생

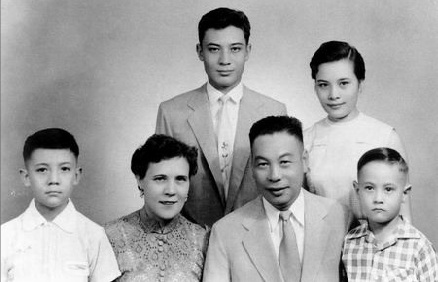
1958년 10월 초순 당시 가족 사진. 중화민국 육군 현역 장성 신분이던, 아버지인 장징궈(사진 앞줄 오른쪽 첫번째)와, 청년 시절 중화민국 육군 장교 현역 중위 계급이던, 청년 장교인 장샤오원(사진 뒷줄 왼쪽) 등의 주요 관건으로 촬영된 장징궈 장군, 장샤오원 중위 부자 관련 직계 일가족 사진

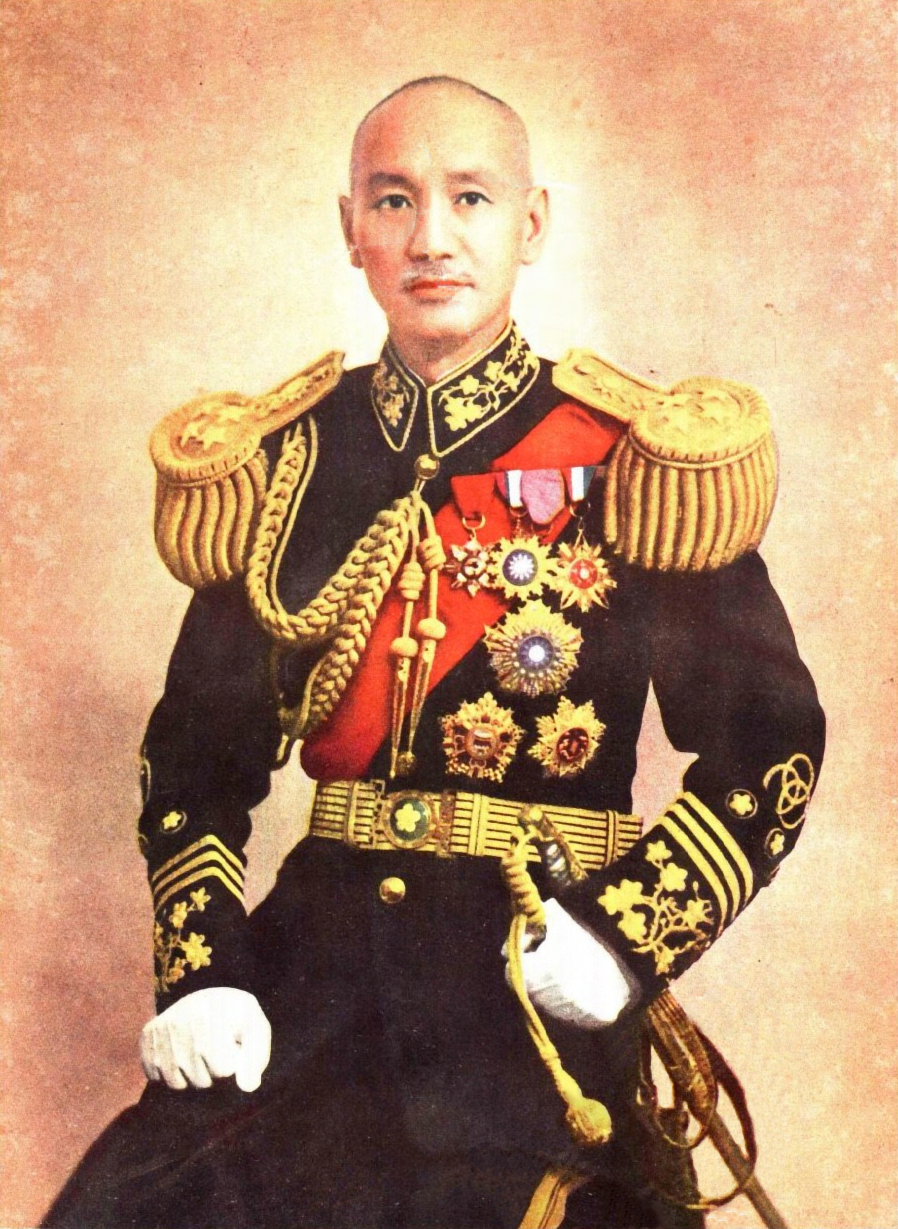
친조부 장제스(蔣介石, 장개석, 1887.10.31.~1975.04.05.) 前 중화민국 총통

장샤오원(蔣孝文(장효문, 또는 Alan Ivan Chiang, 앨런 아이번 챙), 1935년 12월 14일~1989년 4월 14일)은 중화민국(타이완)의 군인 겸 정치인이며 외교관이었다. 자(字)는 아이룬(愛倫, 애륜).

## 생애

### 일생과 직계 가족 관계

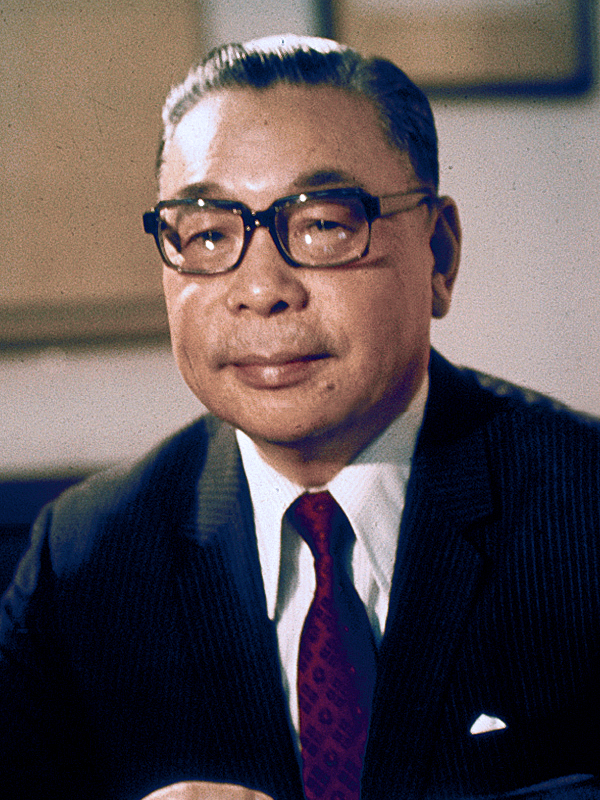
선친 장징궈(蔣經國, 장경국, 1906.03.18.~1988.01.13.) 前 자유중화민국 타이완 총통

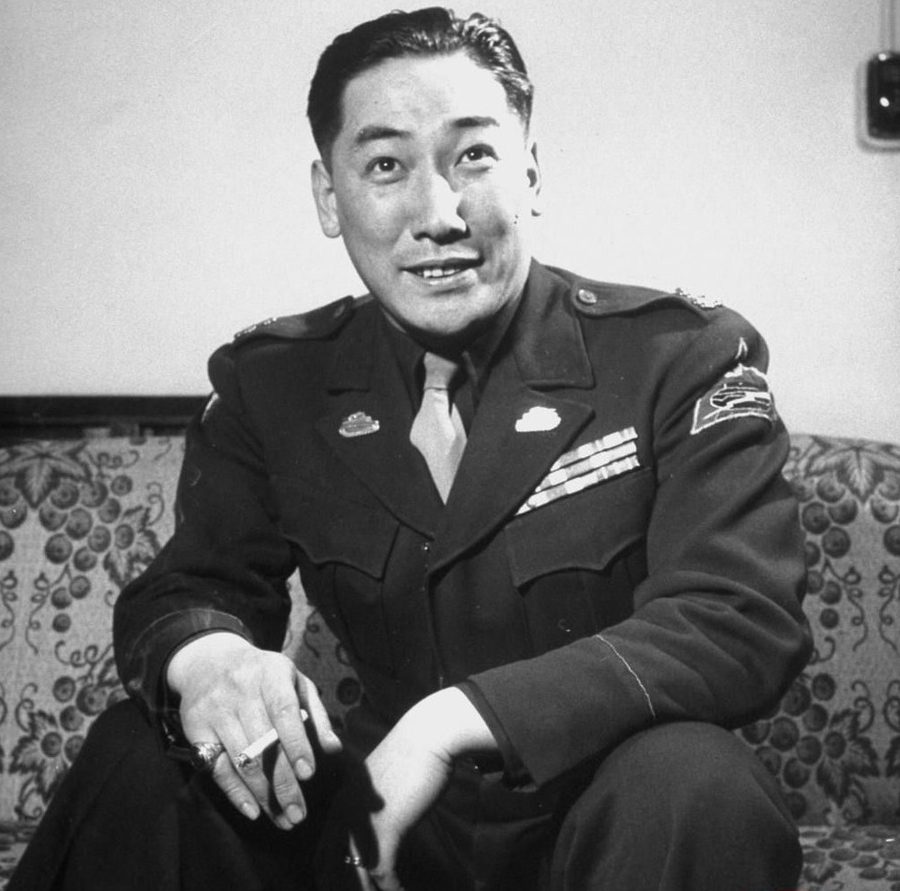
이복 서숙부 장웨이궈(蔣緯國, 장위국, 1916.10.06.~1997.09.22.) 前 자유중화민국 타이완 국가안전회의 비서장

자유중화민국(타이완)의 총통을 지낸 장징궈(蔣經國)의 슬하 5남 1녀(6남매) 중 장남(長男)이자 첫째이며 역시 중화민국 총통을 지낸 장제스(蔣介石)의 적장손(嫡長孫)이기도 하고 소련 레닌그라드 주 레닌그라드에서 출생하여 지난날 한때 소련 모스크바 주 모스크바에서 잠시 유아기를 보낸 적이 있는 그는 훗날 1937년 2월 8일을 기하여 부모와 함께 중화민국에 귀국하여 중화민국 장시 성 난창을 거쳐 중화민국 저장 성 펑화에서 잠시 유년기를 보냈으며 그 후 중화민국 장쑤 성 상하이에서 성장하다가 1949년 국부천대 사태 시절 직계 일가족과 함께 중화민국 타이완 성 타이베이로 전격 이주하였고 그 후 1956년 3월, 중화민국 타이완 타이베이에서 육군 장교 소위 계급으로 임관 후 거듭 진급하여, 17년 8개월 이후 1973년 11월, 예비역 중화민국 육군 중령 전역(예편)하였다.

### 주요 경력
- 중국국민당 당무위원 겸 외교행정위원